# لغة زرق
```
يقال عن 
اللغة الزرقية
 أو 
لغة كفرة
 أنها 
لغة أمازيغية
 
منقرضة
 كان تتكلم في 
الكفرة
 في جنوب شرق 
ليبيا
.
[
1
]
 ليس هناك أي دليل مباشر يثبت أنها كانت موجودة فهي 
لغة غير موثقة
، ووصفها Benkato (2017) بأنها «لغة شبحية».
[
2
]
```